# 胡安·曼努埃爾·加爾維斯
胡安·曼努埃尔·加尔维斯·杜龙（西班牙語：Juan Manuel Gálvez Durón，1887年7月10日—1972年8月20日），洪都拉斯政治人物、律师。1949年至1954年担任洪都拉斯总统。

## 早年生涯
胡安·曼努埃尔·加尔维斯于1887年7月出生在宏都拉斯首都德古西加巴，是何塞·玛丽亚·加尔维斯·雷特斯（西班牙語：José María Gálvez Retes）与其妻贝尼塔·杜龙（西班牙語：Benita Durón）的幼子。加尔维斯早年考入洪都拉斯国立自治大学法学部，后来毕业并成为一名律师，进入美国联合果品公司担任法务代表。在米格爾·帕斯·巴拉奧納担任总统期间，加尔维斯被任命为洪都拉斯内政兼司法部长。独裁者蒂武西奥·卡里亚斯·安迪诺上任后，加尔维斯转任国防部长，在任期间，他强力镇压了汕埠民众的反政府示威，并得到了安迪诺的器重，安迪诺甚至绕过副总统亚伯拉罕·威廉姆斯·卡尔德隆，选定了加尔维斯成为自己的继任者:170；在1948年的总统大选中，因安迪诺对选举的操纵，加尔维斯也得以击败自由党候选人奥厄第，当选为新一届洪都拉斯总统。

## 担任总统
1949年1月1日，在位16年的安迪诺下台，加尔维斯顺利继任，而安迪诺则成为他的幕后顾问。
加尔维斯接任洪都拉斯总统后，保持了其在国民党内的主导地位，并着力加强国内的公共建设，推行经济多元化及税收改革政策，组建了洪都拉斯中央银行:170；在政治上，他转变安迪诺时期打压自由派政党的做法，释放了一些在前朝入狱的政治犯，并放宽了新闻审查:546，尽管因为立场亲美，奉行反共主义而与中华民国继续维持外交关系，但加尔维斯也在1952年派该国代表團參加了在中华人民共和国北京舉行的亚洲太平洋地区和平会议。
因长期在联合果品公司任职，加尔维斯政府采取偏袒联合果品的做法，并不同情国内的工人阶级；与此同时，受到邻国危地马拉革命的影响，联合果品公司在洪都拉斯的香蕉种植园内不少工人开始罢工，以反抗该公司的剥削行径，最终，在美国劳工协会的说服下，联合果品向工人做出了一定让步；加尔维斯因此对鼓励罢工者的瓜地馬拉總統哈科沃·阿本斯极度不满，开始与美国中情局及瓜地馬拉反叛者卡洛斯·卡斯蒂略·阿瑪斯合作，并允许后者从洪都拉斯入侵瓜地馬拉，推翻了阿本斯政权:87-89。

## 卸任及逝世
1954年10月，在总统大选期间，自由党总统参选人拉蒙·比列达·莫拉莱斯击败了代表国民党参选的前总统安迪诺及代表國家革命運動参选的前副总统威廉姆斯，赢得了多数选票；但因为他没有赢得绝对多数票，因此需要由国会裁定选举结果。在美国大使的唆使下，国民党及國家革命運動的参议员抵制了国会裁定。同时，加尔维斯因病不能理政，他的副手胡利歐·羅薩諾·迪亞斯便乘机夺取了政权，自任总统:551。
从总统职位退下后，加尔维斯转任洪都拉斯最高法院院长，直到1963年卸任。1972年，加尔维斯在德古西加巴逝世。现时洪都拉斯罗阿坦岛的国际机场也以他的名字命名。